# Morgan Nilsson
Jens Morgan Nilsson, "Mogge", född 3 april 1971 i Gnosjö, är en svensk tidigare fotbollsspelare. Han kunde spela på en rad positioner, men var främst mittfältare.
Nilsson gjorde tre säsonger i allsvenskan med Gais 1990–1992 och därefter tio år i Örgryte IS 1993–2002. Han var framgångsrik under sin tid i Örgryte och testades 1998 i landslaget. Bland framgångarna i ÖIS märks SM-bronset 1999, seger i Svenska cupen 2000 samt lilla silvret 2002. Efter säsongen 2002 flyttade Nilsson tillbaka till Gais, där han 2003 var med om att spela upp klubben i superettan 2004. Därefter varvade han ner i Lindome GIF längre ner i seriesystemet.

## Meriter
- 3 A-landskamper för Sveriges herrlandslag i fotboll 1998
- OS-landskamper 1990–1991
- Svenska cupen: 2000